# Mezőbánd
Mezőbánd (románul Band, németül Bandorf) falu Romániában Maros megyében, Mezőbánd község központja. A székely Mezőség központja, egykor járási székhelye.

## Fekvése
Mezőbánd nagyközség az egykori Maros-Torda vármegye mezőbándi járásának székhelye, legnagyobb községe. A régi Marosszék mezőségi részében a Komlódtól Radnótig húzódó völgyben, a Komlód vagy Kapuspatak bal partján fekszik, Marosvásárhelytől 24 kilométer távolságra, Mezőpanit, Mezősámsond, Mezőgerebenes, Mezőmadaras és Kisikland községek határai között. Tengerszint feletti magassága 332 m.

## Története
Határában bronzkori emlékek kerültek elő. Rózsásfalván római pénzeket és római telep maradványait találták. A mezőbándi temető avar részéből került elő az a lepénysütő tál, amelyet a történészek a szlávok első biztosan keltezhető erdélyi nyomának tartanak, keletkezését 600–630 közé teszik.
1332-ben Band néven említik először. A középkorban tiszta székely falu, némelyek szerint ez volt Cigla mezeje a székelyek ősi letelepedési helye, ahová a hunok maradékai húzódtak vissza. A faluba a 16 – 17. században beolvadt falvak: Székelygerebenes, Adósfalva, Súgófalva, Kistelek, Csükmöd, Rózsásfalva és Egerháza. Az Omlás déli csúcsán a középkorban vár állott. A 17. században több nemesi udvarházat említenek itt, köztük I. Rákóczi György özvegyének, Lorántffy Zsuzsannának udvarházát. 1857-ben a falu majdnem teljesen leégett. 1859-óta rendszeres hetivásárai vannak.
1910-ben 3525 lakosából 1845 magyar, 1230 román anyanyelvű volt. A trianoni békeszerződésig Maros-Torda vármegye Marosi alsó járásához tartozott. 1992-ben 3441 lakosából 1993 magyar, 790 cigány és 717 román volt.

## Látnivalók
- Református temploma 1885-ben épült a régi, 1884-ben lebontott templom helyett. Tornya 1888-ra készült el.
- A régi református templom helyére épült 1905-ben a görögkatolikus templom.
- Római katolikus temploma 1896-ban épült, míg ortodox temploma 1787-ből való.
- Határában található a 2 km hosszú Bándi-tó.

## Híres emberek
- Itt született 1853. október 19-én Agyagási Károly orvos, költő, műfordító.
- Itt született 1929. május 5-én Siklódy Tibor magyar tájképfestő.
- Itt született 1930-ban Kozma Béla a Bolyai Farkas Líceum tanára, igazgatója.
- Itt született 1966-ban Mátéfi Eszter kézilabdázó.